# 寧中則
寧中則（注：她的姓氏是寧不是甯，“寧”是宁的繁体字，“宁”是寧的简化字，“甯”是宁的异体字，在汉姓中“寧”姓比“甯”姓更少见）是金庸武俠小說《笑傲江湖》的虛構人物。她是華山派掌門岳不羣的妻子兼同門師妹，岳靈珊的母親，也是令狐冲（小說男主角）的師母，且在華山派收了數名女弟子，在她尚未成親時外號「華山玉女」。自創「無雙無對，寧氏一劍」用於對付田伯光。

## 經歷
令狐冲從小就無父無母，十歲時獲岳不羣夫婦收養，寧中則對他尤其疼愛有加，視他如親生兒子一般。
後來令狐冲被逐出師門，寧中則對他十分不捨，並在丈夫面前處處護着他。她說令狐冲生性雖然胡鬧任性，輕浮好酒，跟「魔教」的人交往甚是不該，但他從小做事光明磊落，而且身懷傲氣，絕對不是盜取《辟邪劍譜》的人，在沖虛道長證實令狐冲所使的獨孤九劍是風清揚所授後更堅定了這個想法。
後來她發現丈夫陷害令狐冲，還為了練劍譜揮劍自宮，便力勸他要還令狐冲清白，並且不要再練劍譜，但岳不羣早就把劍譜牢記在心，為了在妻子面前假裝不會再練便將劍谱拋出窗外，不料卻被躲在窗外的林平之拾走。
最後她親眼目睹岳不羣偷襲令狐冲、欲下狠手，頓時心寒至極；加上得知女兒是被林平之親手殺死，更是痛悔不已，後為令狐冲治傷後便自盡而死。

## 性格
性格上寧中則（真性情）和岳不羣（偽君子）是截然不同。
寧中則正義凜然、膽識過人且武功了得，是武林不可多得的女中豪傑，就連任我行都認為她膽量勝過男性。少林的方證大師和日月神教的任我行都不約而同稱呼她為「寧女俠」而不是「岳夫人」，可見她的武林地位相當高，高潔的人品也相當服眾。
明辨是非，識大體，在令狐冲最感到失意、遭整個江湖誤解時，一直深信令狐冲非真兇，一直給予安慰，為整部小說中最了解信任令狐冲的一人。令狐冲曾想，師父雖然對我起疑，師母仍然待我極好。在眾人中首先懷疑盜取劍譜等事件與丈夫岳不羣有關，從岳不羣的日常生活中觀察到丈夫性格的轉變，最後在夫妻對話中印證事實，也讓在崖上偷聽的林平之明白事情的始末。
任我行曾為她抱不平，指出她嫁給岳不羣等同「一朵鮮花插在牛糞上」。此外林平之雖然憎恨岳不羣，又薄待岳靈珊，但唯獨對寧中則不失敬意，仍稱為師娘，亦沒有將復仇加諸她。
寧中則雖然不是頂尖高手，但卻受到武林中人禮遇尊重，是書中重要的正派人物。

## 影視形象

### 电影
- 1978刘慧玲香港邵氏电影《笑傲江湖》

### 电视剧
- 1984白茵香港无线电视剧《笑傲江湖》
- 1985尹宝莲台湾台视电视剧《笑傲江湖》
- 1996李丽丽香港无线电视剧《笑傲江湖》
- 2000刘莉莉台湾中视电视剧《笑傲江湖》
- 2000洪慧芳新加坡电视剧《笑傲江湖》
- 2001刘冬中國电视剧《笑傲江湖》
- 2013杨明娜中國电视剧《笑傲江湖》
- 2018曹艳中國电视剧《新笑傲江湖》